# Leptotyphlops macrops
Leptotyphlops macrops är en kräldjursart som beskrevs av  Donald G. Broadley och WALLACH 1996. Leptotyphlops macrops ingår i släktet Leptotyphlops och familjen Leptotyphlopidae. Inga underarter finns listade i Catalogue of Life.